# Поштові марки та поштова історія Зулуленду

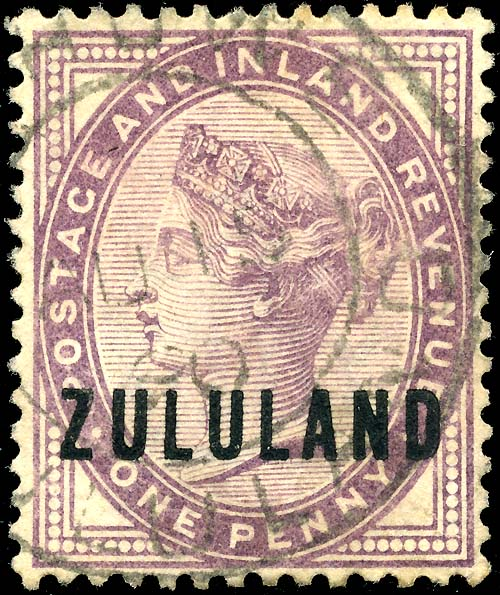
Цю наддруковану британську марку використовували в Ешоу в серпні 1890 року.

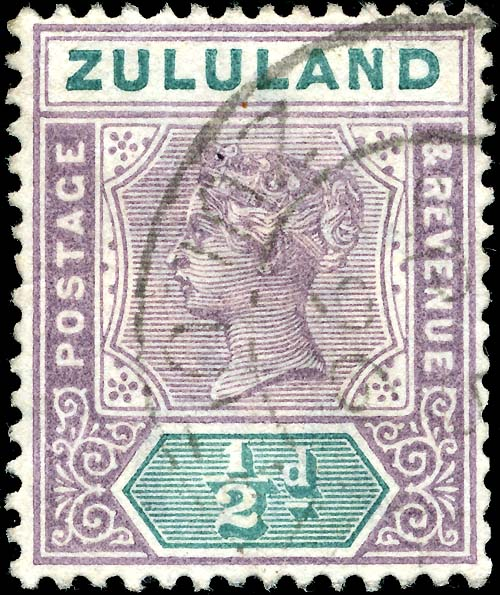
Півпенні 1894 року випуску Key Plate, використаний у 1896 році.

Це огляд поштових марок та поштової історії Зулуленду під британським правлінням.
Королівство Зулу зазнало поразки від Британії в англо-зулуській війні та було анексоване як британська територія в 1887 році. Протягом короткого періоду воно мало власну поштову систему та власні поштові марки.

## Перша пошта
Натальське поштове агентство було створено в Ешоу в 1876 році (закрито між 1879 і 1885 роками), але офіційна поштова система не була запущена до 1 травня 1888 року, коли Зулуленд і сусідній Наталь стали членами Всесвітнього поштового союзу. Спочатку на території використовувалися поштові марки Великої Британії та Наталю з накладкою «ZULULAND».

## Ключові штампи
Серія з десяти остаточних випусків у стилі ключової пластини з профілем королеви Вікторії з написом «ZULULAND» з'явилася в 1894 році і використовувалася в 21 поштовому відділенні. Ці марки були номіналом від 1/2 пенні до п'яти фунтів.

## Анексія
Зулуленд був анексований Наталем 31 грудня 1897 року, а окремі марки були припинені 30 червня 1898 року.